# Rudolf Grieser
Rudolf Grieser (* 18. Mai 1899 in Hannover; † 22. April 1985 in Bad Nenndorf) war ein deutscher Archivar.

## Leben
Grieser studierte in Jena und gehörte seitdem der Klassisch-Historischen Verbindung Hermunduria Jena an. Nach der Promotion zum Dr. phil. 1924 in Jena war er von 1928 bis 1945 im preußischen Archivdienst tätig. Er war von 1946 bis 1964 Leiter der niedersächsischen Archivverwaltung.

## Schriften (Auswahl)
- Das Arelat in der europäischen Politik von der Mitte des 10. bis zum Ausgange des 14. Jahrhunderts. Jena 1925, OCLC 459580186.
- Hans von Baysen. Ein Staatsmann aus der Zeit des Niederganges der Ordensherrschaft in Preußen. Leipzig 1936, OCLC 299680424.
- Schatz- und Zinsverzeichnisse des 15. Jahrhunderts aus dem Fürstentum Lüneburg. Quellen zur Bevölkerungsgeschichte der Kreise Harburg, Dannenberg, Gifhorn und Ülzen, 1450–1497. Hildesheim 1961, OCLC 6752572.
- Das Schatzregister der Grossvogtei Celle von 1438 und andere Quellen zur Bevölkerungsgeschichte der Kreise Celle, Fallingbostel, Soltau und Burgdorf zwischen 1428 und 1442. Hildesheim 1961, OCLC 476287320.